# Precariedad laboral en México

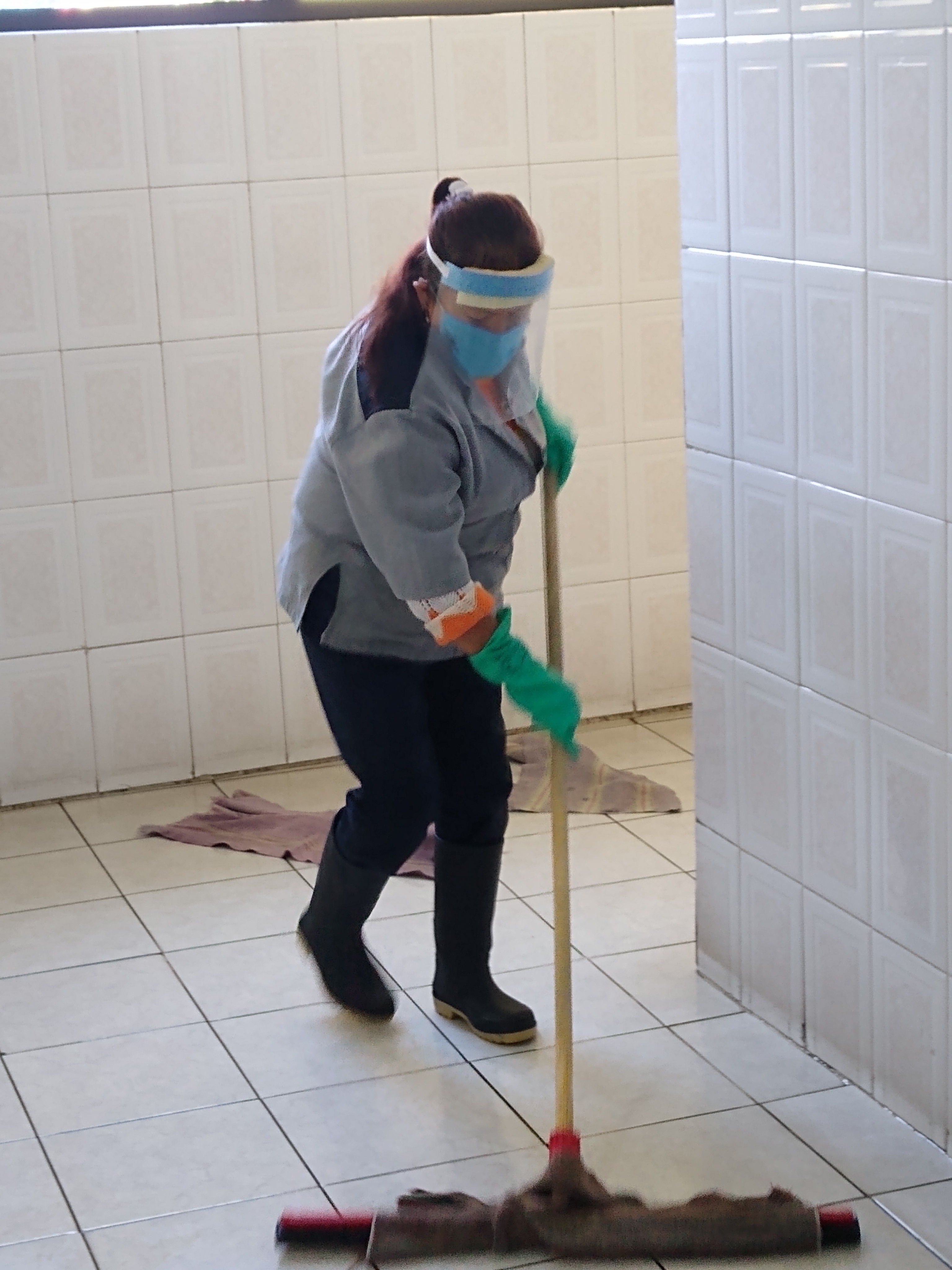
Trabajadora de la limpieza en una Central de autobuses.

La precariedad laboral en México es una problemática sumamente compleja y multifacética en el país, afectando de menor en mayor medida en el ámbito económico, impidiendo cubrir de manera satisfactoria necesidades básicas como la alimentación o vivienda. Se toman seriamente en consideración diferentes factores sistemáticos que contribuyen  a dicha problemática, así como a los grupos poblaciones más afectadas dentro del país.   

## Precariedad laboral
Según Maza Díaz Cortés, la precariedad laboral sucede cuando hay factores que ponen en riesgo la estabilidad laboral de las personas, como la ausencia de prestaciones sociales, la inestabilidad laboral, el trabajo flexible por cuenta propia mal pagado. Esto produce, al menos, seis tipos de trabajadores y trabajadoras precarias:
1. Trabajo sin contrato
2. Trabajos sin seguridad social
3. Servicio doméstico sin seguridad social
4. Servicio doméstico no permanente
5. Trabajos por cuenta propia con salario menor al mínimo
6. Familiares no remunerados

La precariedad laboral conduce  a una serie de problemáticas sociales, como "la imposibilidad de planear a largo plazo, limitando un proyecto de vida con múltiples afectaciones como la anomia, la ansiedad y la alienación", así como desigualdad social e injusticias sociales.

## Factores
El concepto de precariedad laboral es abordado desde distintas perspectivas, a nivel empresarial, la calidad de los trabajos, la duración de la jornada laboral, etc.
Sin embargo, los puntos principales que son analizados son los siguientes: 
- Bajos ingresos
- Modificación de la jornada laboral
- Condiciones laborales excesivas
- Desprotección a los trabajadores

El proceso de precarización o precariedad laboral está determinado, en parte, por empresas o empleadores que no tienen responsabilidad sobre los costos sociales que implica tener trabajadores asalariados.Asimismo, las prácticas de flexibilidad laboral de las empresas conduce a falta de acceso a seguridad social y al deterioro de las condiciones laborales.

## Precariedad laboral en México
México es pionero en leyes en defensa de los trabajadores, pues se consideraron estos derechos desde la Constitución de 1917. Sin embargo, el desempleo, el trabajo informal, el bajo poder adquisitivo y muchos otros factores, han contribuido a que el fenómeno de la precariedad laboral sea una constante en México.
A partir del sexenio de Miguel de la Madrid, en 1982, con el modelo económico abierto y una 'retracción del Estado proteccionista', comienza el periodo neoliberal en México, que a su vez impacta en la privatización de empresas paraestatales, despidos de empleados y una disminución en los ingresos de la población.
En la década de 1990, durante los sexenios de Carlos Salinas de Gortari y Ernesto Zedillo, se reforman los artículos 3.º y 27.º y la Constitución. Con todas estas reformas, los trabajadores perdieron un 63,9% de su poder adquisitivo entre 1983 y 1999.En este contexto, aparecen figuras como el outsourcing, que permitió una mayor flexibilización y desregulación de las relaciones laborales.

## Estadísticas

### Precariedad laboral para las mujeres
Las estadísticas muestran las desigualdades de género con respecto a la precariedad laboral. El INEGI, en su Censo de  Población y Vivienda señala que en México, 30% de los hogares tiene a mujeres como jefas de familia, lo que implica que realizan tanto las labores de cuidado como el proveer los recursos del hogar.
Por otro lado, la Encuesta Nacional de Ingresos y Gastos de los Hogares (EIGH) de 2022, encontró que las mujeres que trabajan fuera de su casa, le dedican 76,8 horas a la semana a las labores de cuidado, frente a las 70,7 horas que dedican los hombres. Otro factor que genera una desigualdad de género con respecto a la precariedad laboral deviene del matrimonio, pues las mujeres pierden 7 horas diarias de tiempo libre al vivir en pareja; al contrario de los hombres, que adquieren en promedio 3 horas de tiempo libre. Esto último según la Encuesta Nacional sobre el Uso del Tiempo Libre (ENUT) de 2019.

#### Participación laboral
Factores que impiden la participación laboral de las mujeres mexicanas, también influyen en la precariedad laboral. La Organización para la Cooperación y el Desarrollo Económicos (OCDE) señala México tiene la tasa de participación laboral de mujeres más baja en los países que forman parte del organismo, con un 48%, frente al 62% de promedio de los países de la OCDE. Entre los factores que destaca la OCDE están: "la carga de trabajo no remunerado, los tradicionales roles de género; y la carencia de políticas de conciliación entre el trabajo y la vida familiar, especialmente la insuficiente oferta de servicios de cuidado infantil y de prácticas laborales flexibles."

#### Trabajo no remunerado
Según la Comisión Económica para América Latina y el Caribe (CEPAL), el valor del trabajo no remunerado que realizan las mujeres mexicanas en sus hogares, representa el 24% del Producto Interno Bruto (PIB). Si se valorara económicamente este trabajo, las mujeres generarían en promedio de 62,288 pesos, frente al 24,289 que generarían los hombres.

#### Trabajo informal
El trabajo informal no es algo novedoso, ya que es una opción común y viable para aquellas personas que no poseen una formación laboral o académica comprobable con un título, Sin embargo conlleva muchos riesgos debido a que se desarrolla en la clandestinidad , esto implica el preocupante aumento de riesgos sobre todo legales para los empleados de dichos trabajos. Así como la precariedad debe ser tomada en cuenta para entender porqué se orilla a las personas a tomar este tipo de trabajos, también existen otros puntos como el no tener experiencia laboral.
La Encuesta Nacional de Ocupación y Empleo (ENOE) mide dos indicadores respecto al trabajo informal: la tasa de informalidad laboral y la tasa de ocupación del sector informal. El primer indicador, el de informalidad laboral, mide a la población laboral vulnerable, pues su vínculo laboral no reconocido, como es el caso del servicio doméstico remunerado que no cuenta con seguridad social, trabajadores en general sin seguridad social y trabajadores sin remuneración. De 2008 a 2013, la tasa de informalidad laboral fue de 59% en promedio.
La ENOE de 2024, indica que en el primer trimestre de 2024 había 32,1 millones de personas en el sector informal mexicano, lo que representa el 54,3% de la población ocupada. En 2023, hubo 19 millones de hombres en el sector informal, bajando a 18,8 millones en 2024. En 2023, había 13,2 millones de mujeres y el 2024, 13,4 millones en este sector. En el ámbito del trabajo doméstico remunerado, en 2024 se registraron 2 124 461 mujeres, y sólo 210 135 hombres.